# ミッキー・カクレーン
ゴードン・スタンレー・カクレーン（Gordon Stanley "Mickey" Cochrane, 1903年4月6日 - 1962年6月28日）は、アメリカ合衆国マサチューセッツ州ブリッジウォーター出身のプロ野球選手（捕手）。右投げ左打ち。雰囲気が暗くすぐ機嫌を損ねることから"Black Mike"（ブラック・マイク）という愛称が付けられた。
ジョニー・ベンチが登場する以前は歴史上で最高の捕手との評価を受けており、1947年にアメリカ野球殿堂入りを果たした。

## 経歴
ボストン大学時代はアメリカンフットボールやバスケットボールにも優れ、5つのスポーツにチャレンジしていた。
1924年に、パシフィックコーストリーグのポートランド球団とのトレードで、フィラデルフィア・アスレチックスに所属。
翌1925年からアスレチックスの正捕手を務め、打つ方でも.331と高い打率をマークした。アスレチックス在籍時は主に3番を打っていたが、打率や出塁率の高さから、捕手に関わらず時折1番を打つこともあった。当時アスレチックスにはジミー・フォックスやアル・シモンズといった強打者がいたため、監督のコニー・マックは、カクレーンに対して彼らへの「つなぎ役」としての出塁を主に求めていたという。
以後カクレーンは持ち前の強い闘争心でチームを牽引し、1928年はリーグ制覇を逃したもののその年のMVPを獲得、翌1929年からはアスレチックスをリーグ3連覇に導いた。
1934年にアスレチックスは財政的な理由から、カクレーンをデトロイト・タイガースへ放出。タイガースで選手兼任監督となったこの年は1年目からチームをリーグ制覇に導き、ワールドシリーズも制覇する。また自身も2度目のMVPに輝いた。タイガースでは翌1935年とリーグ2連覇を果たしている。
彼の現役生活は1937年5月25日の対ヤンキース戦で突然終わる。この試合でカクレーンは頭部に死球を受けて10日間も意識が戻らない怪我を負う。医師に再びプレーすることを止められたカクレーンはそのまま現役を引退。翌1938年8月6日に監督を解雇されたが、後遺症と言われる頭痛に絶えず悩まされ続けた。
その後第二次世界大戦中は、ビル・ディッキーらと同じようにアメリカ海軍に従軍していた。
1947年に全米野球記者協会（BBWAA）による選考でアメリカ野球殿堂入りを果たした。
タイ・カッブとは親交があつく、カッブが晩年カクレーンにいろいろ財政的な援助をしていた時期があった。カクレーンは、カッブの葬儀に出席した「数少ない」野球選手のうちの一人である。
1962年6月28日にリンパ腺がんのためイリノイ州にて死去。59歳没。
1982年にフィラデルフィア野球殿堂入りも果たした。

## プレースタイル
ジョニー・ベンチが登場するまでは、史上最強チームを編成する時にヨギ・ベラやロイ・キャンパネラ（共にアメリカ殿堂入り）を差し置いて捕手として直ぐに名前が挙がっていたのがこのカクレーンだった。
強肩強打の捕手として有名だったが、当時のラバーも張られていないフェンスに激突しながらもファウルフライを捕球するという恐れを知らないプレーで、相手チームをもうならせた。ファイトあふれるプレーから「ダイナマイト・キャッチャー」と呼ばれていた。
明治大学硬式野球部の捕手として1931年の日米野球に出場した井野川利春は「日本の捕手達は全てカクレーンのプレーに魅せられて、何とか真似しようとしたものだ」と後年に当時を振り返り、語っている。
ミッキー・マントルの「ミッキー」は、カクレーンのファンだった父が、彼の愛称からとって付けた名前であることは有名な話である。

## 詳細情報

### 年度別打撃成績
| 年 度     | 球 団     | 試 合 | 打 席 | 打 数 | 得 点 | 安 打 | 二 塁 打 | 三 塁 打 | 本 塁 打 | 塁 打 | 打 点 | 盗 塁 | 盗 塁 死 | 犠 打 | 犠 飛 | 四 球 | 敬 遠 | 死 球 | 三 振 | 併 殺 打 | 打 率 | 出 塁 率 | 長 打 率 | O P S |
| --------- | --------- | ----- | ----- | ----- | ----- | ----- | -------- | -------- | -------- | ----- | ----- | ----- | -------- | ----- | ----- | ----- | ----- | ----- | ----- | -------- | ----- | -------- | -------- | ----- |
| 1925      | PHA       | 134   | 474   | 420   | 69    | 139   | 21       | 5        | 6        | 188   | 55    | 7     | 4        | 8     | --    | 44    | --    | 2     | 19    | --       | .331  | .397     | .448     | .845  |
| 1926      | PHA       | 120   | 452   | 370   | 50    | 101   | 8        | 9        | 8        | 151   | 47    | 5     | 2        | 26    | --    | 56    | --    | 0     | 15    | --       | .273  | .369     | .408     | .777  |
| 1927      | PHA       | 126   | 507   | 432   | 80    | 146   | 20       | 6        | 12       | 214   | 80    | 9     | 6        | 23    | --    | 50    | --    | 2     | 7     | --       | .338  | .409     | .495     | .904  |
| 1928      | PHA       | 131   | 571   | 468   | 92    | 137   | 26       | 12       | 10       | 217   | 57    | 7     | 5        | 21    | --    | 76    | --    | 3     | 25    | --       | .293  | .395     | .464     | .859  |
| 1929      | PHA       | 135   | 606   | 514   | 113   | 170   | 37       | 8        | 7        | 244   | 95    | 7     | 7        | 21    | --    | 69    | --    | 2     | 8     | --       | .331  | .412     | .475     | .887  |
| 1930      | PHA       | 130   | 561   | 487   | 110   | 174   | 42       | 5        | 10       | 256   | 85    | 5     | 0        | 18    | --    | 55    | --    | 1     | 18    | --       | .357  | .424     | .526     | .950  |
| 1931      | PHA       | 122   | 521   | 459   | 87    | 160   | 31       | 6        | 17       | 254   | 89    | 2     | 3        | 3     | --    | 56    | --    | 3     | 21    | --       | .349  | .423     | .553     | .976  |
| 1932      | PHA       | 139   | 626   | 518   | 118   | 152   | 35       | 4        | 23       | 264   | 112   | 0     | 1        | 3     | --    | 100   | --    | 4     | 22    | --       | .293  | .412     | .510     | .922  |
| 1933      | PHA       | 130   | 542   | 429   | 104   | 138   | 30       | 4        | 15       | 221   | 60    | 8     | 6        | 4     | --    | 106   | --    | 3     | 22    | --       | .322  | .459     | .515     | .974  |
| 1934      | DET       | 129   | 523   | 437   | 74    | 140   | 32       | 1        | 2        | 180   | 76    | 8     | 4        | 5     | --    | 78    | --    | 4     | 26    | --       | .320  | .428     | .412     | .840  |
| 1935      | DET       | 115   | 522   | 411   | 93    | 131   | 33       | 3        | 5        | 185   | 47    | 5     | 5        | 11    | --    | 96    | --    | 4     | 15    | --       | .319  | .452     | .450     | .902  |
| 1936      | DET       | 44    | 178   | 126   | 24    | 34    | 8        | 0        | 2        | 48    | 17    | 1     | 1        | 6     | --    | 46    | --    | 0     | 15    | --       | .270  | .465     | .381     | .846  |
| 1937      | DET       | 27    | 124   | 98    | 27    | 30    | 10       | 1        | 2        | 48    | 12    | 0     | 1        | 2     | --    | 25    | --    | 1     | 4     | --       | .306  | .452     | .490     | .942  |
| MLB：13年 | MLB：13年 | 1482  | 6207  | 5169  | 1041  | 1652  | 333      | 64       | 119      | 2470  | 832   | 64    | 45       | 151   | --    | 857   | --    | 29    | 217   | --       | .320  | .419     | .478     | .897  |

- 各年度の太字はリーグ最高
- 「-」は記録なし

### 背番号
- 2 （1931年 - 1933年）
- 3 （1934年 - 1937年）

### 表彰
- シーズンMVP：2回 (1928年、1934年)
- オールスターゲーム選出：2回 (1934年、1935年)
- サイクル安打：2回 (1932年7月22日、1933年8月2日)
- MLBオールセンチュリー・チームにノミネート (1999年)

### 監督としての戦績
- 所属：デトロイト・タイガース (1934年 - 1938年)
- 戦績：348勝250敗、勝率.582
- リーグ優勝：2回 (1934年、1935年)、ワールドシリーズ優勝：1934年